# Leiocassis longirostris
Leiocassis longirostris és una espècie de peix de la família dels bàgrids i de l'ordre dels siluriformes.

## Distribució geogràfica
Es troba al nord de la Xina.